# Leucophenga dentata
Leucophenga dentata är en tvåvingeart som beskrevs av Bachli 1971. Leucophenga dentata ingår i släktet Leucophenga och familjen daggflugor. Inga underarter finns listade i Catalogue of Life.